# Fyrunga församling
Fyrunga församling var en församling i Skara stift och i Vara kommun. Församlingen uppgick 2002 i Kvänums församling. 

## Administrativ historik
Församlingen har medeltida ursprung. 
Församlingen var till 1962 annexförsamling i pastoratet Jung och Fyrunga som från 1549 även omfattade Öttums församling och mellan 1549 och 1571 Vinköls församling. Från 1962 var den annexförsamling i pastoratet Kvänum, Norra Vånga, Edsvära, Jung, Öttum och Fyrunga. Församlingen uppgick 2002 i Kvänums församling.

## Kyrkor
- Fyrunga kyrka